# 蓋特勞登格拉本河
49°56′38″N 9°36′39″E / 49.943751°N 9.610802°E
蓋特勞登格拉本河（德語：Gertraudengraben）是德國的河流，位於該國東南部，由巴伐利亞負責管轄，屬於采勒格拉本河的左支流，河道全長1.6公里，流域面積1.4平方公里。